# Eliminatórias da Copa do Mundo FIFA de 2014 - Europa (segunda fase)
Resultados das partidas da segunda fase das eliminatórias europeias para a Copa do Mundo FIFA de 2014.
Nessa fase as oito melhores segundos colocadas na fase de grupos se dividiram em grupos de dois, no sistema eliminatório em partidas de ida e volta. As quatro seleções vencedoras dos confrontos classificaram-se para a Copa do Mundo de 2014.

## Cabeças-de-chave
O sorteio que determinou os confrontos e a ordem das partidas foi realizado em 21 de outubro de 2013 na sede da Federação Internacional de Futebol. As oito seleções foram divididas nos potes conforme o Ranking Mundial da FIFA de outubro de 2013.
| Pote 1                                                      | Pote 2                                                     |
| ----------------------------------------------------------- | ---------------------------------------------------------- |
| - Portugal (19) - Grécia (24) - Croácia (28) - Ucrânia (36) | - França (50) - Suécia (51) - Romênia (61) - Islândia (66) |

## Resultados

### Portugal–Suécia
| 15 de novembro de 2013 | Portugal              | 1 – 0     | Suécia | Estádio da Luz, Lisboa                      |
| 19:45 (UTC+0)          | Cristiano Ronaldo 82' | Relatório |        | Público: 61 467 Árbitro: ITA Nicola Rizzoli |

| 19 de novembro de 2013 | Suécia               | 2 – 3     | Portugal                        | Friends Arena, Solna                     |
| 20:45 (UTC+1)          | Ibrahimović 68', 72' | Relatório | Cristiano Ronaldo 50', 77', 79' | Público: 49 766 Árbitro: ENG Howard Webb |

### Ucrânia–França
| 15 de novembro de 2013 | Ucrânia                            | 2 – 0     | França | Estádio Olímpico, Kiev                    |
| 21:45 (UTC+2)          | Zozulya 62' · Yarmolenko 82' (pen) | Relatório |        | Público: 67 732 Árbitro: TUR Cüneyt Çakır |

| 19 de novembro de 2013 | França                       | 3 – 0     | Ucrânia | Stade de France, Saint-Denis               |
| 21:00 (UTC+1)          | Sakho 22', 72' · Benzema 34' | Relatório |         | Público: 77 098 Árbitro: SVN Damir Skomina |

### Grécia–Romênia
| 15 de novembro de 2013 | Grécia                               | 3 – 1     | Romênia    | Estádio Karaiskákis, Pireu                 |
| 21:45 (UTC+2)          | Mitroglou 14', 67' · Salpingidis 21' | Relatório | Stancu 19' | Público: 26 200 Árbitro: POR Pedro Proença |

| 19 de novembro de 2013 | Romênia              | 1 – 1     | Grécia        | Arena Națională, Bucareste                 |
| 21:00 (UTC+2)          | Torosidis 55' (g.c.) | Relatório | Mitroglou 23' | Público: 49 793 Árbitro: SRB Milorad Mažić |

### Islândia–Croácia
| 15 de novembro de 2013 | Islândia | 0 – 0     | Croácia | Laugardalsvöllur, Reykjavík                 |
| 19:00 (UTC+0)          |          | Relatório |         | Público: 9 767 Árbitro: ESP Alberto Undiano |

| 19 de novembro de 2013 | Croácia                  | 2 – 0     | Islândia | Estádio Maksimir, Zagreb                   |
| 20:15 (UTC+1)          | Mandžukić 27' · Srna 47' | Relatório |          | Público: 22 612 Árbitro: NED Björn Kuipers |